# Korsuń (obwód homelski)
Korsuń (biał. Корсунь; ros. Корсунь, Korsuń) – wieś na Białorusi, w obwodzie homelskim, w rejonie kormańskim, w sielsowiecie Karoćki.